# Sybil Leek
Sybil Leek (Normacot, Stoke-on-Trent, Staffordshire, 22 de fevereiro de 1917 — 26 de Outubro de 1982) foi uma bruxa inglesa que também trabalhava como astróloga, ocultista e escritora. Escreveu mais de sessenta livros sobre esses temas. Sua fama começou na década de 1950 quando houve o Ato de Feitiçaria de 1951 e logo ela influenciou a formação da Wicca. Ela escreveu muitos livros sobre assuntos ocultos e esotéricos e foi apelidada de "a bruxa mais famosa da Grã-Bretanha" pela BBC.